# Clemente Rodríguez
Clemente Juan Rodríguez (Buenos Aires, 31 juli 1981) is een Argentijns voormalig voetballer die doorgaans speelde als linksback. Tussen 2000 en 2022 was hij actief voor Boca Juniors, Spartak Moskou, opnieuw Boca Juniors, Espanyol, Estudiantes, opnieuw Boca Juniors, São Paulo, Colón, Barracas Central en Deportivo Merlo. Rodríguez maakte in 2003 zijn debuut in het Argentijns voetbalelftal en kwam uiteindelijk tot twintig interlandoptredens.

## Clubcarrière
Rodríguez speelde in de jeugd van Los Andes, maar hij maakte zijn debuut voor topclub Boca Juniors. Hij groeide bij die club uit tot een vaste waarde en won in 2003 de wereldbeker voor clubs. In 2004 verkaste hij naar Spartak Moskou in Rusland, maar daar was hij minder onomstreden en hij werd achtereenvolgens verhuurd aan Boca Juniors en Espanyol. In augustus 2009 keerde hij terug naar zijn vaderland, waar hij voor Estudiantes ging spelen. Tussen 2010 en 2013 had hij nog een derde periode bij Boca Juniors, maar in de zomer van 2013 ondertekende hij een tweejarige verbintenis bij São Paulo. In februari 2015 maakte de Argentijns international de overstap naar Colón. Deze club verliet hij in de zomer van 2019. Hierna speelde hij bij Barracas Central en Deportivo Merlo voor hij in januari 2022 besloot op veertigjarige leeftijd een punt te zetten achter zijn actieve loopbaan.

## Interlandcarrière
Rodríguez was onderdeel van het team van het Argentijns voetbalelftal dat op de Olympische Zomerspelen 2004 een gouden plak wist te halen. Vanaf 2003 was hij eveneens een vaste waarde in het eerste elftal van het nationale team. Bondscoach Diego Maradona nam hem eveneens op in de selectie voor het WK 2010. Rodríguez speelde tijdens het duel met Griekenland in de groepsfase negentig minuten mee.